# Решо
Решо (фр. réchaud) је кућни апарат, грјалица, направа за кување на електричној струји или гасу.
Решо може бити:
- Електрични
- Плински
- Петролејски
- Соларни

Решо се користи као грејно тело већ хиљадама година, а верује се да су га први користили стари Римљани у облику пећи за грејање својих домова. Решо је прво био направљен од камена, а касније од глине и других материјала који су могли да издрже високу температуру. У средњем веку, решо је постао веома популаран у Европи, а у 18. и 19. веку постао је свеприсутан у домовима и индустријским постројењима. Данас постоје различите врсте решоа, укључујући оне који раде на дрва, угаљ, гас или струју.

## Електрични решо
Електрични решо је кухињски апарат који има прикључак за напајање електричном енергијом и једну или више грејних плоча (рингле). Уколико решо има две или више рингли онда обавезно има и прекидаче (преклопнике) док решо са једном ринглом може бити са прекидачем или без њега.
Решо без прекидача (преклопника) нема могућност регулације јачине грејања већ укључивањем утикача у електричну мрежу почиње кување а када се утикач искључи из утичнице престаје кување.
Решо са прекидачима (преклопницима) се укључује помоћу прекидача а преклопником се може бирати висина температуре односно брзина кувања обично 1, 2 и 3. 
Индукционо решо има плочу од стакла а грејање посуде од гвожђа се врши магнетмом индукцијом.

## Плински решо
Плински решо има боцу са плином (гас пропан-бутан), цевчицу са вентилом и гориоником.
У боци (бочици) се налази гас (плин) под притиском који својим сагоревањем треба да ствара потребну температуру (топлоту).
Цевчицом се гас води кроз вентил до горионика где се касније сагорева.
Вентил служи за пуштање и регулисање протока гаса кроз цевчицу ка горионику.
После пуштања плина на горионику се упаљачем или шибицом упали излазећи глас и добије пламен на коме се врши кување или пржење хране у посуди (шерпа или тигањ).
Вентилом се регулише проток гаса а самим тим и величина пламена односно количина топлоте.
Да би се искључио плински решо вентилом се затвара проток гаса чиме се гаси пламен и престаје кување.

## Решо на петролеј
Решо на петролеј користи петролеј или алкохол за кување или пржење.
Решо на петролеј се састоји од посуде за петролеј и горионика. Посуда и горионик су монтирани на држаче (ножице). У посуду се налије петролеј који испарава до горионика. Када се горионику принесе отворени пламен (упаљач или шибица) паре петролеја се упале и стварају пламен на коме се врши кување.
Решо на петролеј се користи на местима где нема електричне енергије а нарочито је погодан за камповање.

## Соларни решо
Соларни решо је решо који користи сунчану (соларну) енергију за загревање хране. Састоји се од конвексног огледала и држача за посуду. Држач за посуду се налази у жижи огледала. Када сучеви зраци падају на огледало на држачу се формира жижа где се ствара висока температура. Постављањем посуде на држач у посуди долази до загревања садржине (вода, храна и слично).
Соларни решо је једноставне израде и може се користити тамо где има сунчевих зрака а нема других извора топлоте. Погодан је за истраживаче и планинаре у неприступачним пределима.
У новије време соларни решо може бити и мањих димензија јер се за огледални слој користи савитљива фолија тако да је такав решо лак за ношење и паковање.

## Решо лабараторијски
Лабараторијски решо је преносиви лабораторијски уређај за грејање различитих предмета у лабораторисјке сврхе. Може се спојити са системом за магнетно мешање како би се обезбедила ефикасна хомогенизација садржаја посуде у којој се греје садржај. 